# كأس السوبر الفلسطيني لقطاع غزة 2016
كأس السوبر الفلسطيني لقطاع غزة 2016 هي النسخة الخامسة من البطولة وكانت بين نادي خدمات رفح ونادي شباب خانيونس.

## الفرق
| الفريق       | الوصول                                         | وصول سابق (الخط الغليظ يشير إلى بطل تلك النسخة) |
| ------------ | ---------------------------------------------- | ----------------------------------------------- |
| خدمات رفح    | بطل الدوري الفلسطيني الممتاز لقطاع غزة 2015–16 | 2 (2000 ، 2014)                                 |
| شباب خانيونس | بطل كأس فلسطين لأندية قطاع غزة 2015–16         | 1 (2015)                                        |

## المباراة
| خدمات رفح | شباب خانيونس |

| خدمات رفح                                         | 3 – 1   | شباب خانيونس        |
| ------------------------------------------------- | ------- | ------------------- |
| محمود النيرب 15'، 52' (ركلة.) · محمد الجرمي 90+2' | (تقرير) | محمد أبو موسى 90+1' |